# Ophioderma longicauda
Der Braune Schlangenstern, auch Glatter Schlangenstern genannt (Ophioderma longicauda), ist einer der größten Schlangensterne (Ophiuroidea) des Mittelmeerraums und gehört zu den Stachelhäutern (Echinodermata). Er ist der größte nachtaktive Schlangenstern.

## Systematik
Der Braune Schlangenstern gehört zu den Echinodermata. Zuerst beschrieben wurde Ophioderma longicauda von Bruzelius im Jahre 1805 als Asterias longicauda und durch seine augenscheinliche Ähnlichkeit mit den Seesternen zu dieser Klasse gezählt. Doch trotz dieser oberflächlichen Ähnlichkeit, die Schlangensterne oft mit den ebenfalls zu den Asterozoa gehörenden Seesternen aufweisen, bilden sie eine eigene Klasse, die Ophiuroidae. Innerhalb der Ophiuroidae gehört der Braune Schlangenstern zur Ordnung der Ophiacanthida und zur Unterordnung der Ophiodermatina. Innerhalb dieser wird die Gattung Ophioderma der Überfamilie Ophiodermatoidea und der Familie der  Ophiodermatidae zugeteilt. Der offizielle Name dieser Art ist longicauda. Vor allem in älterer Literatur ist oft auch von O. longicaudum die Rede. Dabei handelt es sich um dieselbe Art in maskuliner Schreibweise. Das International Commission on Zoological Nomenclature ordnete den Gattungsnamen Ophioderma jedoch dem weiblichen Genus zu, wodurch der korrekte Artname die feminine Version, longicauda, sein muss. Oft wird auch die Erstbeschreibung von Ophioderma longicauda Retzius (1805) zugeschrieben, wobei es sich jedoch um einen Fehler handelt. Aus dem Titel der damaligen Publikation geht hervor, dass Retzius eine Thesis vorstellte, die von Bruzelius durchgeführt wurde. Während es zur damaligen Zeit Brauch war, eine Thesis unter dem Namen des Doktorvaters zu publizieren, besagen die heutigen Vorschriften der zoologischen Nomenklatur, dass der Autor, in diesem Falle Bruzelius, für die Publikation verantwortlich ist (ICZN, 2000, Artikel 50).

## Morphologie
Ophioderma longicauda kann einen Durchmesser von bis zu 25 cm erreichen. Der Braune Schlangenstern ist somit einer der größten Schlangensterne im Mittelmeerraum. Auch ist er der größte bekannte nachtaktive Schlangenstern. Die Form seines Körpers ist, wie bei allen Schlangensternen, strahlenförmig und in Richtung Hauptachse abgeplattet. Er besitzt ein mehr oder weniger scheibenförmiges Mittelstück, welches im Verhältnis zu den fünf zylindrischen, unverzweigten Armen, sehr klein erscheint. Der Scheibendurchmesser von O. longicauda kann bis zu 3 cm betragen, wobei diese Größe eher selten erreicht wird. Die Arme können vier- bis fünfmal so lang wie der Scheibendurchmesser werden. Sie sind im Vergleich zu denen der Seesterne schlank und sehr beweglich und scharf von der zentralen Körperscheibe abgegrenzt. Sie enthalten das für Echinodermata typische Hautskelett, das bei ihnen in Form von hintereinander gereihten, gelenkig miteinander verbundenen sogenannten „Wirbeln“ vorliegt. Die Arme sind dadurch leicht brüchig. Die Haut des Schlangensterns fühlt sich durch ihre Granula und kleinen Schilde „trocken“ und derb an. Ophioderma longicauda besitzt zumeist eine vor allem braun bis schwarze Färbung mit roten, weißen und manchmal auch olivgrünen Musterungen. Wobei die Musterung stark standortabhängig im Rot- oder Grünanteil variiert. Die obere, dorsale Seite ist meist dunkler gefärbt, während die untere, ventrale Seite meist heller mit dunkleren Musterungen zu finden ist, vor allem auf den ventralen Armplatten und den Mundschildern, wobei es sich um regelmäßig auf der Unterseite zwischen den Armbasen auftretende Einzelplatten handelt. Die sternförmige Mundöffnung wird von fünf beweglichen Mundecken gebildet, welche unbewegliche Skelettbildungen tragen. Diese sind die Oralpapillen am Rand, Zahnpapillen an der medianen Spitze und Zähne mundwärts der Zahnpapillen. Wie alle Körperöffnungen des Schlangensterns liegt die Mundöffnung ventral, also auf der Bauchseite und wird durch 5 Kieferplatten geschlossen. Der Braune Schlangenstern hat keine Augen und keinen After. Seine sogenannten Bursae liegen seitlich an den Ansatzstellen der Arme. Diese Hauteinstülpungen dienen der Atmung und werden durch Wimpernschlag mit einem dauernden Zustrom von frischem Wasser versorgt. Versteckt in einer der Bursaspalten, liegt eine winzige Öffnung, durch die das innere Hohlraumsystem mit dem umgebenden Meerwasser kommuniziert. Ophioderma longicauda unterscheidet sich von anderen Arten dieser Gattung durch die doppelte Zahl an Bursaspalten, vier in jedem Interradialsektor. Wie alle Schlangensterne, besitzt er keine Madreporenplatten (Siebplatten an der Körperoberfläche, die für Echinodermata eigentlich typisch sind). Auch haben seine Füßchen keine Saugnäpfe, wodurch sie nicht fortbewegungsrelevant sind, sondern als Tastorgane eingesetzt werden.

## Verbreitung und Lebensraum
Der Braune Schlangenstern ist ein allgemein häufig vorzufindender Bestandteil der Mittelmeermakrofauna. Er ist im Mittelmeer weit verbreitet und auch in den subtropischen und tropischen Breiten des östlichen Atlantiks zu finden. Er kommt in einer Tiefe zwischen zwei und 50 Metern vor und ist somit oft in Küstennähe anzutreffen. Dort lebt er gerne unter Steinen, wodurch man ihn oft im Felslitoral findet. In Höhlen und Blockfeldern zwischen den Steinen fühlt er sich besonders wohl, aber auch auf sekundären Hartböden wie zum Beispiel Korallengrund kann man ihn zuweilen finden.  Vor allem Jungtiere sind auch manchmal in Seegraswiesen anzutreffen. Generell verstecken sich Braune Schlangensterne jedoch lieber unter Objekten wie Steinen, Korallenstücken und ähnlichem.

## Ernährung
Ophioderma longicauda ernährt sich sowohl fleischfressend (karnivor) von kleinen langsamen oder festsitzenden (sessilen) Meerestieren wie Würmern, kleinen Muscheln und Plankton als auch von Aas, welches er auf dem Meeresgrund findet. Auch eine detritivore Ernährung, also eine Ernährung von allerlei toter organischer Substanz, wie zum Beispiel totes pflanzliches Material, verschmäht er nicht und sogar Kannibalismus wurde schon beobachtet. Durch den Verzehr von Detritus und Aas wirkt der Braune Schlangenstern beim Abbau von organischem Material mit.

## Verhalten
Ophioderma longicauda ist nachtaktiv. Er versteckt sich tagsüber bevorzugt unter Steinen und geht nachts auf Nahrungssuche. Ist diese erfolgreich, benutzt er zum Fressen einen seiner Arme, um die Beute zu ergreifen, indem er ihn um den Bissen windet und diesen dann unter die Körperscheibe zum Mund führt. Dort wird der Bissen dann mit den Zähnen erfasst. Im sackförmigen Magen wird die Beute verdaut. Da diese Art, wie alle Schlangensterne, keine Afteröffnung besitzt, werden die Nahrungsreste anschließend wieder durch die Mundöffnung ausgespien. Bei Gefahr kann Ophioderma longicauda Teile seiner Arme abwerfen und diese über die Zeit wieder regenerieren.  Die Regenerate fallen durch schmäleren Querschnitt auf. Seine kalkhaltige Haut dient durch ihre Grobheit und Stacheln auch als Schutz vor Fressfeinden, bei denen es sich vor allem um Seesterne handelt.

## Fortbewegung
Schlangensterne haben im Gegensatz zu Seesternen keine Organfortsätze in den Armen. Ihre Arme dienen vor allem der Fortbewegung.  Da ihre Ambulakralfüßchen außerdem keine Saugnäpfe haben, können sie diese nicht zur Fortbewegung nutzen. Der Braune Schlangenstern bewegt sich im Gegensatz zu seinem Namen weniger schlängelnd, wie es andere Arten der Schlangensterne tun, sondern eher ruckweise, indem er zunächst einen Arm vorschleudert. Diesem folgen dann die benachbarten beiden Arme. Die Spitzen der Arme werden in den Boden gestemmt, um so die Scheibe anzuheben. Diese wird anschließend nach vorne gezogen. Zuletzt werden die beiden anderen Arme nachgezogen. Ophioderma longicauda erreicht so eine Geschwindigkeit von fast zwei Metern pro Minute. Auch klettert der Braune Schlangenstern auf diese Art, indem er sich an Unebenheiten festhält, wobei er jede vorhandene Unterstützung, auch andere Tiere, nutzt. Ophioderma longicauda ist sehr beweglich und kann neben Kriechen und Klettern auch Abwehrbewegungen vollbringen und in wenigen Sekunden eine Selbstwendung durchführen, wenn er auf den Rücken fällt.

## Fortpflanzung und Entwicklung
Ophioderma longicauda  ist getrenntgeschlechtlich. Eier oder Spermien werden zunächst in die Bursae entleert. Anschließend werden die Gameten ins Meerwasser abgegeben, wobei die Laichzeit dieser Art Anfang Juli stattfindet. Es erfolgt eine äußere Befruchtung beim zufälligen Treffen von Ei und Spermium. Bei Befruchtung entwickelt sich eine frei schwimmende (pelagische) Vitellaria-Larve, welche sich lecithotroph, also von Dotter ernährt und keine Nahrung von außen aufnimmt. Die Dauer dieses pelagischen Larvenstadiums beläuft sich auf sechs Tage, nach denen sich die Larve schließlich durch Metamorphose zum ausgewachsenen Schlangenstern weiterentwickelt und zum Bodenleben übergeht.

## Kryptische Art
Neben der oben beschriebenen Fortpflanzung durch das Abgeben von Gameten ins Freiwasser, gibt es auch Entwicklungslinien der Braunen Schlangensterne, bei denen das Weibchen die Eier im Körper ausbrütet und lebende Jungen gebärt. Der erste brütende Braune Schlangenstern wurde 2000 in libanesischen Gewässern entdeckt. Diese Brutzeit findet im Mai bis Anfang Juni statt. Die Jungtiere werden für mehrere Wochen bis zum Adultstadium in den Bursae des Muttertiers ausgebrütet, es sei denn, spezielle Stressfaktoren zwingen das Muttertier, die Jungtiere abzustoßen. Diese brütende Form von Ophioderma longicauda findet sich vor allem im östlichen Mittelmeer, während sich die nicht-brütende Form vor allem in den westlichen Teilen des Mittelmeers finden lässt. Da die Befruchtung bei brütenden Braunen Schlangensternen vor Anfang Mai, die Laichzeit der Nicht-Brütenden aber erste Anfang Juli stattfindet, sind beide Gruppen reproduktiv isoliert, was bedeutet, dass sie sich nicht miteinander fortpflanzen können. Somit sind sie als kryptische Arten zu bezeichnen, mit einer Abspaltungszeit von vermuteten 550 000 Jahren. Während Individuen der brütenden, kryptischen Art eine höhere Temperaturresistenz und Regenerationsrate zeigen, sorgt das frei schwimmende Larvenstadium der Nicht-Brüter für fünfzigfach erhöhte Migrationsraten und durch die äußere Befruchtung im Freiwasser kommt es zu einer bis zu doppelt so hohen genetischen Diversität. Beide kryptischen Arten sind morphologisch nicht zu unterscheiden. Es gibt jedoch Hinweise darauf, dass bei brütenden Weibchen die Färbung eher ins grünliche geht, während bei den nicht-brütenden eher eine rötliche Färbung vorherrscht.  Auch sind brütende Individuen zumeist kleiner als Nicht-Brütende.  Des Weiteren sind brütende Ophioderma longicauda meist in einer Tiefe von ein bis drei Metern zu finden, während nicht-brütende Individuen meist zwischen drei und zwölf Metern anzutreffen sind. Laut neuesten molekularen Erkenntnissen handelt es sich bei Ophioderma longicauda um einen Spezieskomplex, der sich aus drei brütenden Entwicklungslinien und drei nicht-brütenden Entwicklungslinien zusammensetzt, welche in verschiedenen Regionen im Mittelmeer und Atlantik vorkommen. Diese Erblinien werden durch ihre Unterschiede in mitochondrialer DNA unterschieden.

## Bedrohung durch den Menschen
Bedroht wird der Braune Schlangenstern durch Überfischung, da er als Aquarientier rund ums Mittelmeer beliebt ist. Er ist relativ einfach im Aquarium zu halten, da man ihn mit kleinen Fleischstückchen füttern kann. Durch sein interessantes Aussehen und seine Fähigkeit, hohe Wassertemperaturen zu tolerieren, und vor allem dadurch, dass er Detritus und „Plagegeister“ frisst und sich somit als „Putzer“ für das Aquarium eignet, wird der Braune Schlangenstern oft eingesammelt, sowohl von Privatpersonen als auch industriell zum Verkauf. Absammeln dieser Art ist besonders einfach, da sie sehr küstennah und in geringen Tiefen leben. Eine einfache Schnorchelausrüstung ist ausreichend, um  Ophioderma longicauda zu fangen. Obwohl Ophioderma longicauda gegenüber anderen Schlangensternarten eine erstaunliche Temperaturtoleranz zeigt und von steigenden Wassertemperaturen weit weniger betroffen ist als andere marine Invertebraten, gibt es bis jetzt jedoch keine Studien zur Auswirkung der Temperatur auf die Larven und Entwicklung dieser Schlangensterne, wodurch eine zukünftige Beeinträchtigung durch die Erderwärmung nicht ausgeschlossen werden kann.

## Belege
1. 1 2 3  Stöhr, S.; O’Hara, T.; Thuy, B. (Eds) (2019). World Ophiuroidea Database. Ophioderma longicauda (Bruzelius, 1805). Accessed through: World Register of Marine Species at: https://www.marinespecies.org/aphia.php?p=taxdetails&id=124821 on 2019-11-30
2. 1 2 3  Tortonese, E. (1983)Remarks on the morphology and taxonomy of Ophioderma longicaudum (Retz.) from the Mediterranean. Atti della Societa Italiana di Scienze Naturali e del Museo Civico di Storia Naturale in Milano, 124, 21–28.
3. 1 2 3 4 5 6 7  Moosleitner, H., Patzner, R. (1995) Unter wasserführer Mittelmeer - nied. Niedere Tiere, Hrsg.: Naglschmid, Stuttgart
4. 1 2  Bruzelius, N. (1805). Dissertatio sistens species cognitas asteriarum, quamr. sub præsidio DM And. J. Retzii, pro laurea modeste exhibet Nicolaus Bruzelius. Unpublished PhD thesis, Lund University
5. 1 2 3 4 5 6 7 8 9 10 11 12  Ludwig, H., Hamann, O., Bronn, H. G. et al. (1901). Dr. HG Bronn's Klassen und Ordnungen des Thier-Reichs, wissenschaftlich dargestellt in Wort und Bild: Die Schlangensterne ( Bd. 2, Abt. 3.) Echinodermen (Stachelhäuter), Hrsg.: Winter; Leipzig
6. ↑  Melville, R. V. (1980) Opinion 1152. Ophiura Lamarck, 1801 and Ophioderma Müller & Troschel, 1840 (Ophiuroidea):ruling on application of these names. Bulletin of Zoological Nomenclature, 37, 78–80.
7. 1 2 3 4 5 6 7 8 9 10 11 12  Stöhr, S., Boissin, E., & Chenuil, A. (2009). Potential cryptic speciation in Mediterranean populations of Ophioderma (Echinodermata Ophiuroidea). Zootaxa, 2071, 1-20.
8. 1 2 3 4 5 6 7 8 9 10  Riedl, R. (1970) Fauna und Flora der Adria – Ein systematischer Meeresführer für Biologen und Naturfreunde (2. Auflage), Hrsg.: Verlag Pail Parey, Hamburg
9. 1 2 3 4 5 6  Valentin, C., (1986), Faszinierende Unterwasserwelt des Mittelmeeres  - Einblicke in die Meeresbiologie küstennaher Lebensräume, Hrsg.: Pacini Ed. [u. a.], Pisa
10. 1 2  Stöhr, S., O’Hara, T. D., & Thuy, B. (2012). Global diversity of brittle stars (Echinodermata Ophiuroidea). PLoS One, 7(3), e31940.
11. ↑  Deschuyteneer, M., & Jangoux, M. (1978). Comportement alimentaire et structures digestives d'Ophioderma longicauda (Retzius)(Echinodermata, Ophiuroidea). In Annales de l'Institut océanographique , 54, 127-138.
12. 1 2 3  Weber A. A-T, Mérigot B., Valière S. et al. (2015) Influence of the larval phase on connectivity: strong differences in the genetic structure of brooders and broadcasters in the Ophioderma longicauda species complex. Molecular Ecology. 24: 6080-6094
13. 1 2 3 4 5 6 7  Weber A. A-T, Stöhr S. and Chenuil A. (2014) Genetic data, reproduction season and reproductive strategy data support the existence of biological species in Ophioderma longicauda. Comptes Rendus Biologies. 337: 553-560
14. ↑  McEdward, L. R., & Miner, B. G. (2001). Larval and life-cycle patterns in echinoderms. Canadian Journal of Zoology, 79(7), 1125-1170.
15. 1 2  Weber A. A-T, Abi-Rached L., Galtier N. et al. (2017) Positive selection on sperm ion channels in a brooding brittle star: consequence of life-history traits evolution. Molecular Ecology. 26 : 3744-3759
16. 1 2  Weber A. A-T, Dupont S and Chenuil A. (2013) Thermotolerance and regeneration in the brittle star species complex Ophioderma longicauda: A preliminary study comparing lineages and Mediterranean basins. Comptes Rendus Biologies 336: 572-581
17. 1 2  Boissin E., Stöhr S. and Chenuil A. (2011) Did vicariance and adaptation drive cryptic speciation and evolution of brooding in Ophioderma longicauda (Echinodermata: Ophiuroidea), a common Atlanto-Mediterranean ophiuroid? Molecular Ecology. 20 (22): 4737-4755
18. 1 2  Calado, R. (2006). Marine ornamental species from European waters a valuable overlooked resource or a future threat for the conservation of marine ecosystems. Scientia Marina, 70(3), 389-398.